# Мидлберг Хајтс (Охајо)
Мидлберг Хајтс (енгл. Middleburg Heights) град је у америчкој савезној држави Охајо.

## Демографија
По попису из 2010. године број становника је 15.946, што је 404 (2,6%) становника више него 2000. године.
| Група             | 2000.          | 2010.          |
| Белци             | 14.587 (93,9%) | 14.287 (89,6%) |
| Афроамериканци    | 206 (1,3%)     | 253 (1,6%)     |
| Азијати           | 351 (2,3%)     | 887 (5,6%)     |
| Хиспаноамериканци | 197 (1,3%)     | 356 (2,2%)     |
| Укупно            | 15.542         | 15.946         |